# 350 (număr)
350 (trei sute cincizeci) este numărul natural care urmează după 349 și precede pe 351.